# Ainsworthia trachycarpa
Ainsworthia trachycarpa – gatunek rośliny jednorocznej, zioła z rodziny selerowatych. Kwalifikuje się do rodzaju Ainsworthia. Rośnie od Bałkan do Turcji, na Cyprze oraz na Bliskim Wschodzie, w lasach, na stepach, pustyniach oraz półpustyniach.

## Morfologia

### Pokrój
Pędy tego gatunku sięgają 35–50 cm.

### Liście
Rozeta liściowa, naprzemienne, ząbkowane.

### Kwiaty
Białe, złożone w baldachy, kwitną od marca do czerwca.